# International MaxxPro MRAP

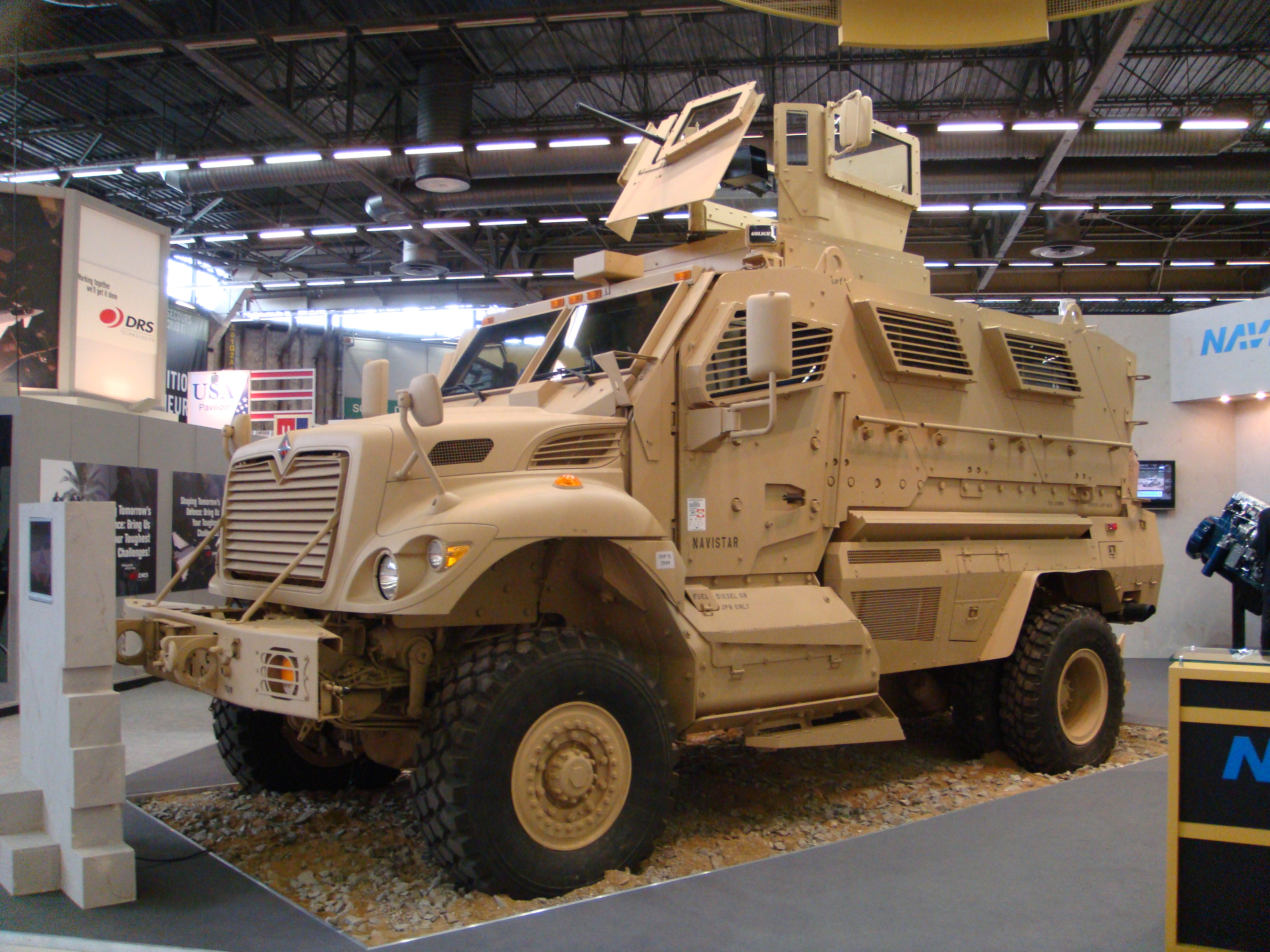

Az International M1224 MaxxPro egy amerikai gyártmányú, aknaálló és rajtaütés elleni védelmet nyújtó (MRAP) páncélozott harcjármű, amelyet a Navistar Defense és az izraeli Plasan Sasa közösen fejlesztett ki. A jármű célja, hogy megvédje a személyzetet az improvizált robbanószerkezetek (IED-ek), aknák és egyéb fenyegetések ellen.
Tervezés és védelem
A MaxxPro alapja a Navistar International 7000-es teherautó alváz, amelyre egy V-alakú páncélozott kabint szereltek. Ez a kialakítás hatékonyan eltéríti a robbanások erejét, növelve a túlélési esélyeket. A jármű tömege körülbelül 18 650 kg, hossza 6,45 m, szélessége 2,59 m, magassága 3,04 m. A MaxxPro akár 105 km/h sebességre is képes, hatótávolsága pedig eléri a 600 km-t. 
Fegyverzet
A jármű egy egyfős toronnyal rendelkezik, amelybe 7,62 mm-es vagy 12,7 mm-es géppuska szerelhető, biztosítva a megfelelő tűzerőt különböző harci helyzetekben. 
Szolgálat és alkalmazás
A MaxxPro-t széles körben alkalmazták az amerikai fegyveres erők az afganisztáni és iraki konfliktusok során, bizonyítva hatékonyságát a személyzet védelmében. A járművet több ország is rendszeresítette, köztük Afganisztán, Albánia, Banglades, Horvátország, Egyiptom, Magyarország, Irak, Jordánia, Nigéria, Pakisztán, Románia, Szlovákia, Ukrajna és az Egyesült Arab Emírségek. 
Ukrajnai konfliktus
2022-ben az Egyesült Államok mintegy 200 MaxxPro járművet szállított Ukrajnának katonai segélyként. A járművek jelentős szerepet játszanak az ukrán hadsereg műveleteiben, különösen a személyzet védelmében a harctéren. 2024 júniusában egy ukrajnai harctéri videóban egy MaxxPro látható, amely több közvetlen orosz robbanást is túlél, beleértve aknavető és dróntámadásokat, bizonyítva a jármű robusztusságát és megbízhatóságát. 